# Fatal Illusion
Fatal Illusion è un singolo del gruppo musicale statunitense Megadeth, il primo estratto dal quindicesimo album in studio Dystopia e pubblicato il 2 ottobre 2015.

## La canzone
Prima pubblicazione del gruppo con il chitarrista Kiko Loureiro e il batterista Chris Adler, Fatal Illusion è stato reso disponibile per l'ascolto a partire dal 1º ottobre 2015 attraverso il loro canale Vevo, venendo pubblicato per il download digitale il giorno seguente.
Il 16 ottobre il singolo è stato commercializzato nel formato CD per il solo mercato giapponese; nella stessa data inoltre il brano è stato eseguito per la prima volta dal vivo durante la prima data australiana del Dystopia World Tour.

## Tracce
Testi e musiche di Dave Mustaine.
Download digitale
1. Fatal Illusion – 4:11

CD singolo (Giappone)
1. Fatal Illusion – 4:17
2. Symphony of Destruction (Live) – 3:46
3. Peace Sells (Live) – 4:18

## Formazione
Gruppo
- Dave Mustaine – voce, chitarra
- Kiko Loureiro – chitarra
- David Ellefson – basso
- Chris Adler – batteria

Altri musicisti
- Blair Masters – tastiera, programmazione
- Eric Darken – percussioni
- Chris Rodriguez – cori aggiuntivi

Produzione
- Dave Mustaine – produzione
- Chrois Rakestraw – ingegneria del suono, co-produzione
- Jeff Balding – produzione aggiuntiva
- Cameron Webb – pre-produzione
- Josh Wilbur – missaggio
- Ted Jensen – mastering